# دولار برمودي
الدولار البرمودي هو العملة الرسمية لبرمودا، ويُرمز له بـ "BMD". اعتُمدت هذه العملة في عام 1970 لتحل محل الجنيه البرمودي، بهدف تحقيق استقرار اقتصادي وتسهيل التبادل التجاري مع الولايات المتحدة. يتميز الدولار البرمودي بتثبيت قيمته عند 1 دولار أمريكي، مما يعني أنه يعادل الدولار الأمريكي من حيث القيمة.
### **تفاصيل الدولار البرمودي:**
1. **سعر الصرف والتثبيت:**
   - الدولار البرمودي يتمتع بسعر صرف ثابت يعادل الدولار الأمريكي، مما يسهم في استقرار الاقتصاد المحلي ويُسهل المعاملات التجارية والسياحية بين برمودا والولايات المتحدة.
2. **العملات المعدنية والأوراق النقدية:**
   - العملات المعدنية تشمل فئات 1 سنت، 5 سنتات، 10 سنتات، 25 سنتًا، و50 سنتًا. الأوراق النقدية تتوفر بفئات 5 دولارات، 10 دولارات، 20 دولارًا، 50 دولارًا، و100 دولار. كل فئة تتميز بتصميمات تمثل رموزًا ثقافية وتاريخية لجزر برمودا.
3. **الاقتصاد المحلي:**
   - الدولار البرمودي يُستخدم في كافة المعاملات المالية داخل الجزيرة، من التجارة إلى السياحة. يرتبط ارتباطًا وثيقًا بالدولار الأمريكي، مما يجعله عملة مستقرة ومناسبة لاقتصاد الجزيرة.
4. **الأهمية والتأثير:**
   - يعتبر الدولار البرمودي أداة أساسية في الاقتصاد البرمودي، ويعزز الاستقرار المالي للجزيرة. كما أن ارتباطه بالدولار الأمريكي يسهل التجارة مع الولايات المتحدة ويوفر قاعدة قوية للتنمية الاقتصادية.
بفضل سعر الصرف الثابت والتصميمات المميزة، يلعب الدولار البرمودي دورًا حيويًا في الحياة الاقتصادية لجزر برمودا، مما يجعله عملة مهمة ومؤثرة في المنطقة.